# 캐스린 데이먼
캐스린 데이먼(Cathryn Damon, 1930년 9월 11일 ~ 1987년 5월 4일)은 미국의 배우이다.

## 영화
- 결혼의 조건

## 텔레비전
- 제시카의 추리극장